# Чадаев, Яков Ермолаевич
Я́ков Ермола́евич Чада́ев (27 ноября [10 декабря] 1904 или 1904, Омутнинск, Вятская губерния — 30 декабря 1985 или 1985, Москва) — советский государственный деятель, экономист, доктор экономических наук (1972).
В годы Великой Отечественной войны ряд правительственных постановлений, в частности — о присвоении генеральских и адмиральских званий, периодически публиковались в печати за двумя подписями: председателя Совнаркома СССР И. В. Сталина и управляющего делами Совнаркома СССР Я. Е. Чадаева.

## Биография
Родился в семье рабочего. С 12 лет работал на Омутнинском металлургическом заводе, затем в лесничестве. В 1919 году вступил в ряды ВЛКСМ.
- 1919—1920 гг. — секретарь Омутнинского окружкома РКСМ.
- 1920—1923 гг. — в отряде по борьбе с дезертирством.
- 1923—1930 гг. — в Удмуртском облпотребсоюзе: инструктор, заведующий организационным отделом, член правления.

### Работа в системеГосплана
- 1930—1932 гг. — член Президиума, заместитель Председателя Госплана Удмуртской АССР.
- 1933—1937 гг. — старший экономист, заместитель начальника сектора экономики производства Госплана СССР.
- 1937—1939 гг. — заместитель председателя Госплана РСФСР, заместитель Председателя Совнаркома РСФСР — Председатель Госплана РСФСР.
- 1949—1962 гг. — заместитель председателя Госплана РСФСР, заместитель Председателя Совмина РСФСР — Председатель Госплана РСФСР, первый заместитель председателя Госплана РСФСР — министр РСФСР, заместитель председателя Госплана РСФСР — министр РСФСР.
- 1962—1975 гг. — заместитель председателя Госплана СССР.

### Работа в аппарате Совнаркома СССР
- 1939—1940 гг. — заместитель председателя Комиссии советского контроля СССР.
- 1940—1949 гг. — Управляющий делами Совнаркома (Совмина) СССР.

## Награды
- орден Ленина (20.04.1944)
- орден Октябрьской Революции (24.05.1971)
- орден Отечественной войны 1-й степени (06.11.1945)
- 2 ордена Трудового Красного Знамени (31.12.1954; 21.12.1964)
- орден Дружбы народов (07.12.1984)
- медали («За победу над Германией в Великой Отечественной войне 1941—1945 гг.»[4] и др.)

## Список произведений
- Основные показатели народно-хозяйственного плана на 1936 г. / отв. за вып. Я. Е. Чадаев. — М.: Изд. госплана СССР, 1936.
- Чадаев Я. Е. Новый этап экономического развития РСФСР. — М.: Советская Россия, 1959. — 173 с.
- Чадаев Я. Е. Вопросы планирования народного хозяйства. — Госпланиздат, 1961. — 176 с.
- Чадаев Я. Е. Экономика СССР в годы Великой Отечественной войны (1941—1945 гг.). — М.: Мысль, 1965. — 388 с.
- Чадаев Я. Е. РСФСР в новом пятилетии. — Общество «Знание» РСФСР. Научно-методический совет по пропаганде экономических знаний, 1967. — 47 с. — (Серия «В помощь лектору»).
- Чадаев Я. Е. Горизонты России. — М.: Советская Россия, 1969. — 255 с.
- Чадаев Я. Е. Экономика СССР в годы Великой Отечественной войны (1941—1945 гг.). — 2-е изд. — М.: Мысль, 1985. — 492 с.
- Из воспоминаний управляющего делами Совнаркома СССР Я. Е. Чадаева / публ. Г. А. Куманева // Отечественная история. — 2005. — № 2. — С. 3—26.